# تصوير الشارع

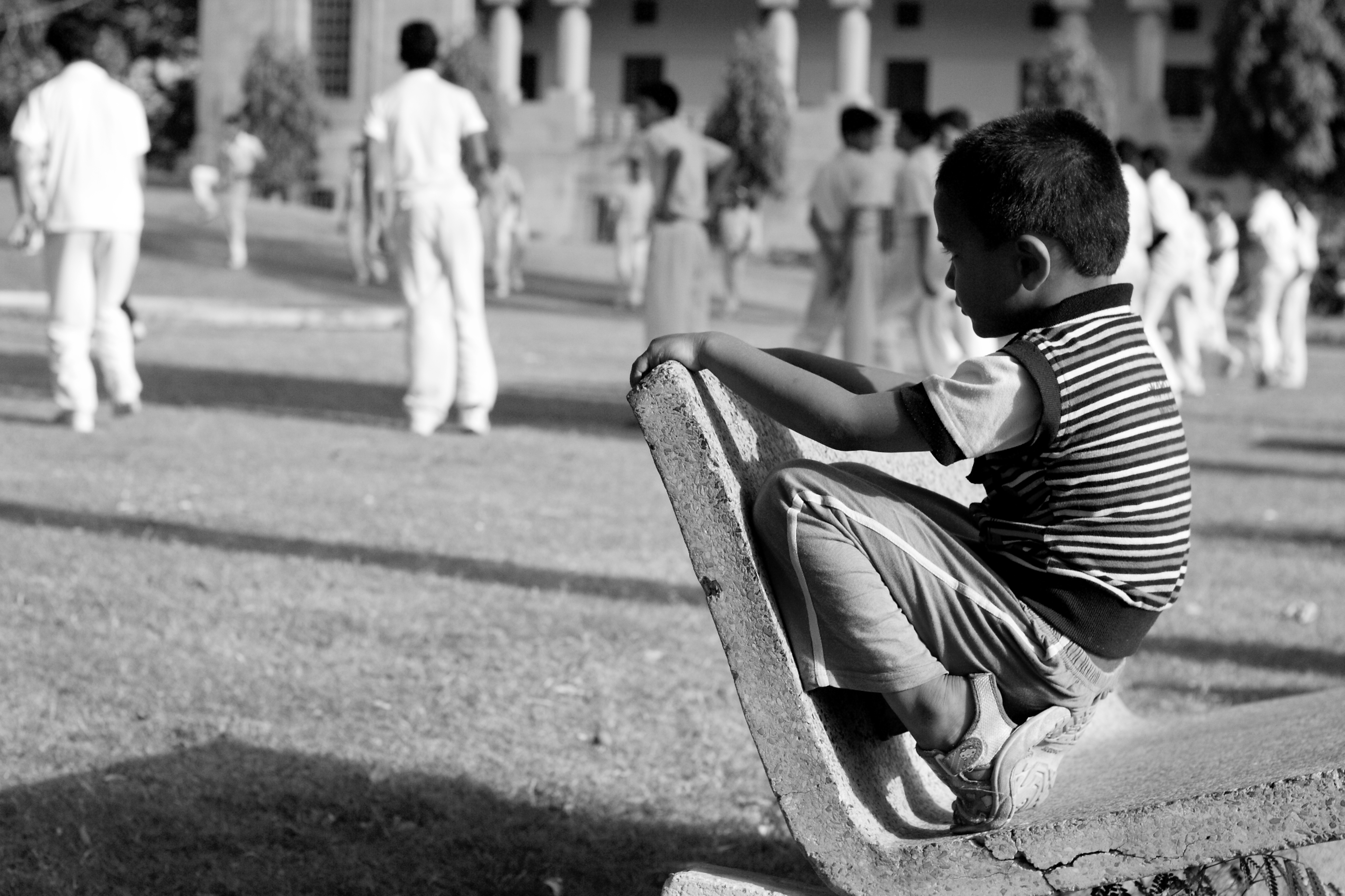
طفل يلعب في الشارع

تصوير الشارع المقصود به تصوير الحياة اليومية التي تجري في الشارع أي حالة الزحام أو الهدوء، ويحاول هذا النوع التقاط اللحظات الساحرة من الحياة اليومية البسيطة في الشارع، ولا يقتصر على الشارع فقط بل يمكن التصوير في جميع الاماكن العامة مثل الاحياء الشعبية والحدائق والشواطئ والمجمعات التجارية وقد يكون أفضل مكان هو الاسواق الشعبية، ويفضل التصوير بالخفية لكي يضفي على الصورة عنصر الواقعية.